# Casa Rita Conill
La Casa Rita Conill és un edifici de Sant Joan de les Abadesses (Ripollès) inclòs a l'Inventari del Patrimoni Arquitectònic de Catalunya.

## Descripció
És una casa d'estil modernista situada al número 42 de la carretera de Camprodon. Consta de planta baixa i primer pis. La porta dona accés a les escales que, estretes i amb forma d'arcada, pugen al primer pis. Aquesta està disposada al centre de l'edifici i al costat de dues grans portades, també en forma d'arcades de mig punt, destinades a encabir-hi cotxes. Al primer pis hi ha una gran balconada de ferro forjat amb ornamentacions, amb tres portes que hi donen accés, totes decorades d'estil modernista. Per sobre de la balconada que va de banda a banda de l'edifici, hi ha un conjunt de nou arcades cegues, totes iguals. La façana de la casa és de pedra picada amb carreus desiguals i units per ciment passat dels voltants estrictes de les portes i balcons que els carreus són molt ben disposats. Les bigues i cabirons de fusta igual que les portes.

## Història
Aquesta casa fou construïda a la dècada dels anys vint del segle xx. Per altra banda, a l'apartat d'autors s'ha anotat anònim perquè l'arquitecte que va confeccionar els plànols de la casa no se sap qui va ésser. El que sí que se sap és que el constructor fou un tal Joan Roqué.